# Phil Terranova
Phil Terranova (New York, 4 settembre 1919 – 16 marzo 2000) è stato un pugile statunitense.
Campione del mondo dei pesi piuma dal 27 dicembre 1943 al 10 marzo 1944.

## Carriera da professionista
Pugile italoamericano, fu campione del mondo dei pesi piuma dal 1943 al 1944, quando perse il titolo cedendolo ai punti ad un altro italoamericano, Sal Bartolo.
Vanta una vittoria ai punti contro il leggendario Sandy Saddler, ottenuta nel 1946.
Nel 1943 si batté anche contro Chalky Wright, che lo sconfisse per KO al 5º round.